# Besleria hirsutissima
Besleria hirsutissima är en tvåhjärtbladig växtart som beskrevs av Conrad Vernon Morton. Besleria hirsutissima ingår i släktet Besleria och familjen Gesneriaceae. Inga underarter finns listade i Catalogue of Life.